# Xã Oak Hollow, Quận Hutchinson, South Dakota
Xã Oak Hollow (tiếng Anh: Oak Hollow Township) là một xã thuộc quận Hutchinson, tiểu bang Nam Dakota, Hoa Kỳ. Năm 2010, dân số của xã này là 41 người.